# Miracle-
Амер аль-Баркаві (англ. Amer al-Barkawi; нар. 20 червня 1997), більш відомий під псевдонімом Miracle- — йорданський професійний гравець у Dota 2. Переможець The International 2017 року у складі Team Liquid. Має подвійне громадянство: йорданське й польське (його мати - полька).

## Біографія
Історія Miracle- як гравця почалася з Defense of the Ancients в середині 2000-х років, почав він грати з дванадцяти років. Амер відпрошувався у мами піти разом зі своїм старшим братом в комп'ютерний клуб, і той навчив його основам. Потім Miracle- перейшов у Dota 2, відкалібровані на 5200 індивідуального рейтингу. У Dota 2 він був одним із кращих гравців у рейтингових матчах (ладдер). Дебют Miracle- як професіонала відбувся в команді Balkan Bears, куди Амер потрапив на початку 2015 року, але успіхів ця команда не здобула, і через 4 місяці він залишив команду. Miracle- почав дуже багато грати, і він вже думав, що ніколи не потрапить на професійну сцену.
У липні 2015 року Амер досяг рівня 8000 і в індивідуальному рейтингу став другим, поступався він лише Алів «w33» Омару, що не залишилося без уваги професійних команд.  Через місяць після The International 5 з ним та іншими гравцями зв'язався Йоханн Сандштейн, і так була створена команда (monkey) Business. Наприкінці жовтня (monkey) Business змінила назву на OG, зберегла свій склад і через кілька тижнів Miracle- разом з Андреасом «Cr1t-» Нільсеном, Йохан «BigDaddyN0tail», Талем «Fly» Айзік (капітан OG) і Девідом «MoonMeander» Таном стали переможцями  Frankfurt Major, у березні 2016 року команда посіла 7-8 місце на Shanghai Major та в червні 2016 року виграла Manila Major, і OG стали дворазовими переможцями турнірів від Valve[джерело?].
У травні 2016 року (під час московського Epicenter 2016) Miracle- першим у світі досяг 9000 в індивідуальному рейтингу[джерело?]. На The International 2016 Miracle- і його команда приїхали як безперечні фаворити, з групи вийшли на першому місці, проте програли першу ж серію в плей-офф і програли наступну серію філіппінській команді TNC, таким чином OG залишили головний турнір року, зайнявши там 9-12 місце, і Амер залишив команду. У вересні 2016 контракт із ним підписала Team Liquid.
Старт сезону 2016-2017 у Miracle- не завдався: Team Liquid восени 2016 пройшла кваліфікацію тільки на DreamLeague Season 6, і в цьому складі Амер перший раз пропустив Major, програвши у кваліфікації на Boston Major за другий слот на турнір команді Virtus.Pro. Провівши заміну в складі, Team Liquid виграли DreamLeague Season 6, SL i-League Star-Series Season 3, пройшли кваліфікації на DAC 2017, на якому зайняли останнє місце. У березні 2017 Team Liquid отримали пряме запрошення на Kiev Major і зайняли там 5-8 місце. У травні Miracle- виграв SL i League Invitational # 2. У червні Miracle- разом зі своєю командою захистив титул переможця Epicenter Moscow, а через тиждень Team Liquid отримали пряме запрошення на головний турнір року, The International 2017, на якому команда посіла перше місце й отримала $ 10 794 903 призових.
Наприкінці 2016 року Miracle- визнали кращим новачком року.

## Досягнення
| Місце      | Турнір                          |
| ---------- | ------------------------------- |
| 1 місце    | Frankfurt Major                 |
| 7-8 місце  | Shanghai Major                  |
| 1 місце    | Manila Major                    |
| 9-12 місце | The International 2016          |
| 1 місце    | SL i-League Invitational #2     |
| 5-8 місце  | Kiev Major                      |
| 1 місце    | DreamLeague Season 7            |
| 1 місце    | EPICENTER: Moscow 2017          |
| 1 місце    | SL i-League StarSeries Season 3 |
| 1 місце    | ASUS ROG DreamLeague Season 6   |
| 2 місце    | The Summit 5                    |
| 1 місце    | ESL One Frankfurt 2016          |
| 1 місце    | DreamLeague Season 5            |
| 1 місце    | EPICENTER: Moscow 2016          |
| 1 місце    | The International 2017          |
| 4 місце    | ESL One Hamburg                 |
| 1 місце    | Midas Mode                      |